# Evangelisk-reformerta kyrkan i Sverige
Evangelisk-reformerta kyrkan i Sverige (ERKIS) är ett registrerat trossamfund, tillhörande den reformerta kyrkofamiljen. 

## Historik

### Immanuelskyrkan
År 2000 inleddes församlingsbildande verksamhet i Tranås. 2009 påbörjades ett samarbete med Evangelical Presbyterian Church in England and Wales (EPCEW). 
Församlingen firar gudstjänst i vad som tidigare var Metodistkyrkan, Tranås. från 2005 till 2019 var David Bergmark församlingens pastor.

## Teologi
Immanuelskyrkan bekänner sig till Westminsterdokumenten vilket inkluderar Westminsterbekännelsen, Westminsters lilla katekes och Westminsters stora katekes.